# گلوله (فیلم ۱۹۸۴)
گلوله (انگلیسی: Bullet) یک فیلم است که در سال ۱۹۸۴ منتشر شد.